# Rénelle Lamote
Rénelle Lamote (ur. 26 grudnia 1993 w Coulommiers) – francuska lekkoatletka specjalizująca się w biegu na 800 metrów.
Podczas debiutu na międzynarodowej imprezie rangi mistrzowskiej osiągnęła półfinał mistrzostw świata juniorów w Barcelonie (2012). W 2013 na eliminacjach zakończyła swój występ zarówno podczas młodzieżowych mistrzostw Europy, jak i igrzysk frankofońskich. Półfinalistka mistrzostw Europy na otwartym stadionie (2014) i w hali (2015). W 2015 stanęła także na najwyższym stopniu podium młodzieżowego czempionatu Europy oraz zajęła 8. miejsce na mistrzostwach świata w Pekinie. Wicemistrzyni Europy z Amsterdamu (2016), Berlina (2018) i Monachium (2022).
Złota medalistka mistrzostw Francji oraz reprezentantka kraju na IAAF World Relays i drużynowych mistrzostwach Europy.
Rekordy życiowe: stadion – 1:57,06 (20 lipca 2024, Londyn); hala – 2:01,97 (24 stycznia 2015, Glasgow). Wynik z Pekinu (1:58,86 z 2015) jest aktualnym rekordem Francji młodzieżowców.

## Osiągnięcia
| Rok  | Impreza                                   | Miejsce        | Konkurencja       | Pozycja    | Wynik   |
| ---- | ----------------------------------------- | -------------- | ----------------- | ---------- | ------- |
| 2012 | Mistrzostwa świata juniorów               | Barcelona      | bieg na 800 m     | półfinał   | 2:05,83 |
| 2013 | Młodzieżowe mistrzostwa Europy            | Tampere        | bieg na 800 m     | eliminacje | 2:07,63 |
| 2013 | Igrzyska frankofońskie                    | Nicea          | bieg na 800 m     | eliminacje | 2:10,89 |
| 2014 | Superliga drużynowych mistrzostw Europy   | Brunszwik      | bieg na 800 m     | 2. miejsce | 2:03,36 |
| 2014 | Mistrzostwa Europy                        | Zurych         | bieg na 800 m     | półfinał   | 2:03,90 |
| 2015 | Halowe mistrzostwa Europy                 | Praga          | bieg na 800 m     | półfinał   | 2:09,06 |
| 2015 | Superliga drużynowych mistrzostw Europy   | Czeboksary     | bieg na 800 m     | 1. miejsce | 2:00,18 |
| 2015 | Młodzieżowe mistrzostwa Europy            | Tallinn        | bieg na 800 m     | 1. miejsce | 2:00,19 |
| 2015 | Mistrzostwa świata                        | Pekin          | bieg na 800 m     | 8. miejsce | 1:59,70 |
| 2016 | Mistrzostwa Europy                        | Amsterdam      | bieg na 800 m     | 2. miejsce | 2:00,19 |
| 2016 | Igrzyska olimpijskie                      | Rio de Janeiro | bieg na 800 m     | eliminacje | 2:02,19 |
| 2018 | Mistrzostwa Europy                        | Berlin         | bieg na 800 m     | 2. miejsce | 2:00,62 |
| 2018 | Mistrzostwa Europy w biegach przełajowych | Tilburg        | sztafeta mieszana | 2. miejsce | 16:12   |
| 2019 | Halowe mistrzostwa Europy                 | Glasgow        | bieg na 800 m     | 2. miejsce | 2:03,00 |
| 2019 | Superliga drużynowych mistrzostw Europy   | Bydgoszcz      | bieg na 800 m     | 1. miejsce | 2:01,21 |
| 2019 | Mistrzostwa świata                        | Doha           | bieg na 800 m     | półfinał   | 2:02,86 |
| 2021 | Igrzyska olimpijskie                      | Tokio          | bieg na 800 m     | półfinał   | 1:59,40 |
| 2022 | Mistrzostwa świata                        | Eugene         | bieg na 800 m     | półfinał   | 2:00,86 |
| 2022 | Mistrzostwa Europy                        | Monachium      | bieg na 800 m     | 2. miejsce | 1:59,49 |
| 2023 | Mistrzostwa świata                        | Budapeszt      | bieg na 800 m     | półfinał   | 2:01,25 |
| 2024 | Igrzyska olimpijskie                      | Paryż          | bieg na 800 m     | 5. miejsce | 1:58,19 |